# 6 أغسطس
- السبت
- الأحد
- الاثنين
- الثلاثاء
- الأربعاء
- الخميس
- الجمعة

- 261 صفر 1447  هـ
- 272 صفر 1447  هـ
- 283 صفر 1447  هـ
- 294 صفر 1447  هـ
- 305 صفر 1447  هـ
- 316 صفر 1447  هـ
- 17 صفر 1447  هـ
- 28 صفر 1447  هـ
- 39 صفر 1447  هـ
- 410 صفر 1447  هـ
- 511 صفر 1447  هـ
- 612 صفر 1447  هـ
- 713 صفر 1447  هـ
- 814 صفر 1447  هـ
- 915 صفر 1447  هـ
- 1016 صفر 1447  هـ
- 1117 صفر 1447  هـ
- 1218 صفر 1447  هـ
- 1319 صفر 1447  هـ
- 1420 صفر 1447  هـ
- 1521 صفر 1447  هـ
- 1622 صفر 1447  هـ
- 1723 صفر 1447  هـ
- 1824 صفر 1447  هـ
- 1925 صفر 1447  هـ
- 2026 صفر 1447  هـ
- 2127 صفر 1447  هـ
- 2228 صفر 1447  هـ
- 2329 صفر 1447  هـ
- 241 ربيع الأول 1447  هـ
- 252 ربيع الأول 1447  هـ
- 263 ربيع الأول 1447  هـ
- 274 ربيع الأول 1447  هـ
- 285 ربيع الأول 1447  هـ
- 296 ربيع الأول 1447  هـ
- 307 ربيع الأول 1447  هـ
- 318 ربيع الأول 1447  هـ
- 19 ربيع الأول 1447  هـ
- 210 ربيع الأول 1447  هـ
- 311 ربيع الأول 1447  هـ
- 412 ربيع الأول 1447  هـ
- 513 ربيع الأول 1447  هـ

6 أغسطس أو 6 آب أو يوم 6 \ 8 (اليوم السادس من الشهر الثامن) هو اليوم الثامن عشر بعد المئتين (218) من السنوات البسيطة، أو اليوم التاسع عشر بعد المئتين (219) من السنوات الكبيسة وفقًا للتقويم الميلادي الغربي (الغريغوري). يبقى بعده 147 يوما لانتهاء السنة.

## أحداث
- 135 - الإمبراطورية الرومانية تفرض حصاراً على بيتار لتقضي على ثورة بار كوخبا.
- 1284 - انتصار جمهورية جنوة على جمهورية بيزا في معركة ميلوريا ما أدى إلى تراجع سطوة بيزا البحرية في المتوسط.
- 1777 - وقوع معركة أوريسكاني خلال حرب الاستقلال الأمريكية.
- 1806 - أعلن الإمبراطور فرانتس الثاني حل الإمبراطورية الرومانية المقدسة على الرغم من احتفاظه بالسلطة في الإمبراطورية النمساوية.
- 1815 - النرويج والسويد تتحدان ضمن دولة واحدة، واستمر هذا الاتحاد حتى عام 1905.
- 1825 - بوليفيا تعلن استقلالها عن بيرو.
- 1896 - فرنسا تضم مدغشقر إلى سيادتها.
- 1945 - الولايات المتحدة تلقي قنبلة ذرية سميت الولد الصغير على مدينة هيروشيما اليابانية أدت إلى مقتل 80.000 نسمة.
- 1962 - استقلال جامايكا.
- 1966 - الشيخ زايد بن سلطان آل نهيان يتولى مقاليد الحكم في إمارة أبوظبي بعد انقلاب سلمي على أخيه الشيخ شخبوط بن سلطان آل نهيان.
- 1977 - رئيس الوزراء الإسرائيلي مناحم بيجن يقرر فرض التشريع الإسرائيلي على الضفة الغربية.
- 1990 - الأمم المتحدة تفرض حصارًا اقتصاديًا على العراق نتيجة غزوه للكويت.
- 1991 - اغتيال آخر رئيس وزراء إيراني قبل الثورة شابور بختيار بمنزله في باريس.
- 1998 - حنان عشراوي تقدم استقالتها من الحكومة الفلسطينية.
- 2008 - انقلاب عسكري في موريتانيا بقيادة الجنرال محمد ولد عبد العزيز يطيح بالرئيس سيدي محمد ولد الشيخ عبد الله وذلك بعد قيامة بإقالة عدد من العسكريين في الجيش، وقرر العسكريون اعتبار الرئيس ولد الشيخ عبد الله رئيسًا سابقًا وقاموا بتشكيل مجلس دولة برئاسة الجنرال ولد عبد العزيز.
- 2009 - المؤتمر السادس لحركة فتح يصدر قرارًا بالإجماع يحمّل فيه إسرائيل مسؤولية اغتيال رئيس السلطة الوطنية الفلسطينية ياسر عرفات، وإسرائيل ترفض القرار وتصفه بالسخيف.
- 2010 - رئيس بولندا المنتخب برونيسواف كوموروفسكي يؤدي اليمين الدستورية ليتولى منصبه رسميًا بعد أن كان يتولاه بالإنابة منذ 10 أبريل بعد مصرع الرئيس ليخ كاتشينسكي في حادث طائرة.
- 2011 - اندلاع أعمال شغب في العاصمة البريطانية لندن وعدد من المدن البريطانية وذلك بعد مقتل رجل بعد تبادل لإطلاق النار مع الشرطة.
- 2012 -
  - رئيس الوزراء السوري رياض فريد حجاب ينشق عن نظام الرئيس بشار الأسد ويلجأ للأردن، والرئيس السوري يعين عمر غلاونجي رئيسًا مؤقتًا للحكومة.
  - مركبة الفضاء كيوريوسيتي روفر تهبط على سطح المريخ للبحث عن حياة.
- 2013 -
  - وقوع انفجار ناجم عن تسرب غازي في مدينة روساريو الأرجنتينية أدى إلى مقتل 22 شخص وإصابة أكثر من 60 آخرين، فضلاً عن وقوع خسائر مادية فادحة.
  - سقوط طائرة نقل عسكرية يمنية في محافظة مأرب ومقتل قائد اللواء 107 مشاة العميد حسين مشعبة فيها وعشرة آخرين.
- 2014 - المسبار الفضائي الأوروبي روسيتا يدخل إلى مدار المذنب تشوريوموف-غيراسيمنكو بعد عشر سنوات من انطلاقه.
- 2015 -
  - افتتاح تفريعة جديدة من قناة السُويس تحمل اسم «قناة السُويس الجديدة»، بِطول 35 كيلومترًا.
  - تفجير انتحاري بمسجد بمدينة أبها السعودية أدى إلى مقتل 17 وجرح 54 آخرين.
- 2016 - افتتاح دورة الألعاب الأوليمبية الصيفية 2016 والتي تقام في مدينة ريو دي جانيرو البرازيلية بمشاركة 11 ألف رياضي من 206 دولة.
- 2023 - مقتل ما لا يقل عن 30 شخصًا وإصابة أكثر من 100 بعد خروج قطار هزارة عن المسار في إقليم السند بباكستان.

## مواليد
- 1775 - دانيال أوكونل، محامٍ وسياسي أيرلندي.
- 1809 - ألفريد تنيسون، شاعر إنجليزي.
- 1881 - ألكسندر فلمنج، عالم بكتيريا اسكتلندي حاصل على جائزة نوبل في الطب عام 1945.
- 1891 - وليم سليم، عسكري بريطاني.
- 1916 - دوم منتوف، رئيس وزراء مالطا.
- 1924 -
  - فيليب واشر، لاعب كرة مضرب بلجيكي.
  - لمياء فغالي، ممثلة لبنانية.
- 1929 - مطاوع عويس، ممثل مصري.
- 1934 - بيرس أنتوني، كاتب أمريكي.
- 1939 - أحمد الهوان، عميل مصري لجهاز المخابرات العامة المصرية.
- 1943 - بسام فرج، رسام كاريكاتير عراقي.
- 1952 - رضوان الكاشف، مخرج مصري.
- 1961 - تاكايوكي نيغيشي، ملحن ياباني.
- 1965 - يوكي كاجيورا، ملحنة يابانية.
- 1970 - إم. نايت شيامالان، مخرج أمريكي.
- 1972 - جيري هالويل، مغنية إنجليزية وعضو سابق في فريق سبايس جيرلز.
- 1976 - حسن العتيبي، لاعب كرة قدم سعودي
- 1980 -
  - داني كولينز، لاعب كرة قدم إنجليزي.
  - طارق صبري، ممثل مصري.
- 1983 - روبن فان بيرسي، لاعب كرة قدم هولندي.
- 1984 - وداد إبيشيفيتش، لاعب كرة قدم بوسني.
- 1985 - بافيتيمبي غوميز، لاعب كرة قدم فرنسي.
- 1987 - ريمي ريو، حارس مرمى كرة قدم فرنسي.

## وفيات
- 1194 - ابن الفخار الأنصاري، عالم مسلم أندلسي.
- 1414 - لادسلاو الأول، ملك مملكة نابولي.
- 1458 - كاليستوس الثالث، بابا الكنيسة الرومانية الكاثوليكية.
- 1637 - بن جونسون، كاتب وشاعر وممثل إنجليزي.
- 1660 - دييغو بيلاثكيث، رسام إسباني.
- 1911 - فلورنتينو أمفينو، عالم أرجنتيني.
- 1932 - كمال الدين حسين، ابن السلطان حسين كامل
- 1936 - حسن بن إبراهيم بحر العلوم، شاعر عراقي عثماني.
- 1955 - روز شحفة، ناشطة حقوق المرأة لبنانية.
- 1963 - صقر الشبيب، شاعر كويتي.
- 1969 - تيودور أدورنو، فيلسوف ألماني.
- 1978 - بولس السادس، بابا الكنيسة الرومانية الكاثوليكية.
- 1979 - فيودور لينن، عالم كيمياء حيوية ألماني حاصل على جائزة نوبل في الطب عام 1964.
- 1989 - ميخائيل بلدي، شاعر وروائي سوري.
- 1991 - شابور بختيار، رئيس وزراء إيران.
- 1993 - عدنان مرعي، عسكري فلسطيني وأحد مؤسسي كتائب عز الدين القسام في شمال الضفة الغربية.
- 1994 - دومينيكو مودونيو، مغني إيطالي.
- 1999 - غلام علي رعدي آذرخشي، شاعر وحقوقي وأكاديمي إيراني.
- 2001 - خورخي أمادو، روائي وصحفي برازيلي.
- 2005 -
  - روبن كوك، سياسي بريطاني.
  - طالب الفراتي، ممثل عراقي.
- 2006 - هيروتاكا سزوكي، ممثل أداء صوتي ياباني.
- 2012 - برنارد لوفيل، فيزيائي وعالم فلك راديوي بريطاني.
- 2018 - سناء مظهر، ممثلة مصرية.

## أعياد ومناسبات
- عيد الاستقلال في بوليفيا.
- عيد الاستقلال في جامايكا.
- عيد تجلّي يسوع.

## وصلات خارجية
- وكالة الأنباء القطريَّة: حدث في مثل هذا اليوم.
- النيويورك تايمز: حدث في مثل هذا اليوم.
- BBC: حدث في مثل هذا اليوم.